# بخش رایچور
بخش رایچور (به انگلیسی: Raichur district) یک منطقهٔ مسکونی در هند است که در بخش گولبرگا واقع شده‌است. بخش رایچور ۸٬۳۸۶ کیلومتر مربع مساحت و ۱٬۹۲۸٬۸۱۲ نفر جمعیت دارد و ۴۰۰٫۰ متر بالاتر از سطح دریا واقع شده‌است.